# British Virgin Islands Amateur Basketball Federation
Dieser Basketballverband ist der offizielle Basketballverband auf den Britischen Jungferninseln. Er hat seinen Sitz in Road Town auf der Insel Tortola.

## Geschichte und Aufgaben
Der Verband ist seit 1979 Mitglied der Fédération Internationale de Basketball (FIBA) und ist damit auch Mitglied der FIBA Amerika. Präsident des Verbandes ist zur Zeit Derrick Varlack. Seine Generalsekretärin ist Natasha Marshall.
Der Verband ist für die Organisation, Leitung und Entwicklung des Basketballsports auf den Britischen Jungferninseln verantwortlich. Der Verband vertritt den Basketballsport gegenüber Behörden sowie nationalen und internationalen Sportorganisationen.
Zusätzlich verteidigt der Verband auch die moralischen und materiellen Interessen des dortigen Basketballs. Der Verband organisiert die Nationale Meisterschaft und ist für die Basketballnationalmannschaft der Britischen Jungferninseln und die Basketballnationalmannschaft der Britischen Jungferninseln (Damen) verantwortlich.

## Infos zum Verband
| Kriterium               | Fakten           |
| ----------------------- | ---------------- |
| Gründungsjahr           |                  |
| FIBA-Mitglied           | Ja               |
| Jahr des FIBA-Beitritts | 1979             |
| Kontinental Verband     | FIBA-Amerika     |
| Sitz des Verbandes      | Road Town        |
| Präsident               | Derrick Varlack  |
| Generalsekretär         | Natasha Marshall |
| Höchste Liga            |                  |
| Sonstiges               |                  |